# Liste des services déconcentrés de l'État français
Les services déconcentrés de l’État français sont les services qui assurent le relais, sur le plan local, des décisions prises par l’administration centrale.
Ces services déconcentrés sont habituellement de niveau régional (avec notamment les DRFiP, ARS ou Rectorats) ou départemental (avec notamment les directions départementales interministérielles), mais il existe également pour certains ministères ou certains services un niveau zonal, interrégional ou interdépartemental.
En 2015, les effectifs des services déconcentrées sont de 1 309 416 équivalent temps plein, dont les principales catégories sont les enseignants (874 984), la police et gendarmerie (241 746) et les services des finances publiques (91 848).

## Échelon zonal
| Service                                                                       | Ministère(s) de tutelle  | Observations                                                |
| ----------------------------------------------------------------------------- | ------------------------ | ----------------------------------------------------------- |
| Secrétariat général pour l'administration du ministère de l'intérieur (SGAMI) | Ministère de l'Intérieur | Il en existe sept (une par zone de défense et de sécurité). |
| Directions zonales de la police nationale (DZPN)                              | Ministère de l'Intérieur | Il en existe sept (une par zone de défense et de sécurité). |
| Directions zonales des Compagnies républicaines de sécurité (DZCRS)           | Ministère de l'Intérieur | Il en existe sept (une par zone de défense et de sécurité). |
| État-major interarmées de zone de défense et de sécurité (EMIA ZDS)           | Ministère des Armées     | Il en existe sept (une par zone de défense et de sécurité). |
| Direction zonale de protection et de sécurité de la défense (DZPSD)           | Ministère des Armées     | Il en existe sept (une par zone de défense et de sécurité). |

## Échelon interrégional ou interdépartemental
| Service                                                                     | Ministère(s) de tutelle                 | Observations |
| --------------------------------------------------------------------------- | --------------------------------------- | --- |
| Centre d'appels interministériel (CAI)                                      | Premier ministre                        | Situé à Metz, il a remplacé en 2009 les neuf centres interministériels de renseignements administratifs (Bordeaux, Lille, Limoges, Lyon, Marseille, Metz, Paris, Rennes et Toulouse).                                                                               |
| Direction de la sécurité de l'Aviation civile interrégionale (DSAC/IR)      | Ministère de l'Écologie                 | Il existe neuf directions interrégionales, chapeautées par un échelon central. |
| Direction interdépartementale des Routes (DIR)                              | Ministère de l'Écologie                 | Il en existe onze : Atlantique, Centre-Est, Centre-Ouest, Est, Île-de-France, Massif-Central, Méditerranée, Nord, Nord-Ouest, Ouest, Sud-Ouest. |
| Direction interrégionale de la Mer                                          | Ministère de l'Écologie                 | Il en existe quatre, une par façade maritime, depuis le 1er janvier 2010 : Manche Est - Mer du Nord, Nord-Atlantique - Manche Ouest, Sud-Atlantique, Méditerranée. En Outre-mer et dans les TAAF, il existe une « Direction de la mer » aux compétences similaires. |
| Direction interrégionale des Douanes                                        | Ministère de l'Économie et des Finances | Il en existe douze dont une aux Antilles. |
| Direction interrégionale des services pénitentiaires (DISP)                 | Ministère de la Justice                 | Il en existe neuf en hexagone et une pour les DOM. |
| Direction interrégionale de la protection judiciaire de la jeunesse (DIPJJ) | Ministère de la Justice                 | Il en existe neuf. |

## Échelon régional
| Service                                                                                | Ministère(s) de tutelle                                                                     | Observations |
| -------------------------------------------------------------------------------------- | ------------------------------------------------------------------------------------------- | --- |
| Préfecture de région                                                                   | Ministère de l'Intérieur                                                                    | Le préfet de région, représentant de l'État, est sous l'autorité du Premier ministre, mais aussi, chacun en ce qui le concerne, de chaque membre du Gouvernement. Il est, d'un point de vue administratif, haut fonctionnaire du ministère de l'Intérieur. |
| Direction régionale de l'Alimentation, de l'Agriculture et de la Forêt (DRAAF)         | Ministère de l'Agriculture                                                                  | Auparavant direction régionale de l'Agriculture et de la Forêt (DRAF). En Île-de-France, « Direction régionale et interdépartementale de l'Alimentation, de l'Agriculture et de la Forêt. ». Dans les DOM, « Direction de l'Alimentation, de l'Agriculture et de la Forêt ». |
| Direction régionale des Affaires culturelles (DRAC)                                    | Ministère de la Culture                                                                     | Dans les DOM, « Direction des Affaires culturelles ». En juillet 2010 les DRAC ont intégré en leur sein les SDAP (services départementaux de l'architecture et du patrimoine), devenus STAP (services territoriaux de l'architecture et du patrimoine) puis, depuis 2015, UDAP (unités départementales de l'architecture et du patrimoine). |
| Direction régionale de l'économie, de l'emploi, du travail et des solidarités (DREETS) | Ministère du Travail Ministère de l'Économie et des Finances                                | Création en 2021 pour regrouper les missions auparavant exercées au niveau régional par les directions régionales des entreprises, de la concurrence, de la consommation, du travail et de l'emploi (DIRECCTE) et les services déconcentrés chargés de la cohésion sociale. |
| Direction régionale de l’environnement, de l’aménagement et du logement (DREAL)        | Ministère de l'Écologie                                                                     | Le décret 2009-235 du 27 février 2009 prévoit la création des DREAL et définit leurs missions ; elles remplacent les DRIRE, DIREN et DRE entre 2009 et 2011 ; les 8 premières ont été créées en mars 2009, les autres en janvier 2010. N'existe pas en Île-de-France. Dans les DOM, « Direction de l'environnement, de l'aménagement et du logement ». |
| Direction régionale des Finances publiques (DRFiP)                                     | Ministère de l'Économie et des Finances                                                     | Créées progressivement à partir de 2009, les premières le 6 août 2009, pour remplacer les trésoreries générales de région et la Direction des Services fiscaux (DSF) pour le département comprenant le chef-lieu de région La DRFiP joue le rôle de direction départementale pour le département comprenant le chef-lieu de région. |
| Direction régionale des douanes                                                        | Ministère de l'Économie et des Finances                                                     | Il en existe trente-neuf. |
| Rectorat d'académie                                                                    | Ministère de l'Éducation nationale Ministère de l'Enseignement supérieur et de la Recherche | Certaines régions sont divisées en deux (Provence-Alpes-Côte d'Azur, Rhône-Alpes) voire trois (Île-de-France) académies. Le redécoupage des régions hexagonales entraîne une réorganisation des académies : à partir du 1er janvier 2016, chaque académie devient une circonscription d'une région académique dont les frontières correspondent à la région administrative. |
| Délégation régionale académique à la Recherche et à l'Innovation                       | Ministère de l'Enseignement supérieur et de la Recherche                                    | Crée en 2021 en remplacement de la Délégation régionale à la recherche et à la technologie,. |
| Délégation régionale académique à la Jeunesse, à l'Engagement et aux Sports            | Ministère de l'Éducation nationale                                                          | Créée en 2021 en remplacement de la direction régionale de la jeunesse, des sports et de la cohésion sociale (DRJSCS). |
| Agence régionale de santé (ARS)                                                        | Ministère de la Santé                                                                       | Créées le 1er avril 2010 Substitution totale ou reprise de certaines missions de groupements d'intérêts publics (agence régionale de l'hospitalisation [ARH]), de services déconcentrés (direction régionale des affaires sanitaires et sociales [DRASS], direction départementale des affaires sanitaires et sociales [DDASS]), des groupements régionaux de santé publique, des missions régionales de santé, et de certains organismes de sécurité sociale (union régionale des caisses d'assurance maladie [URCAM], caisse régionale d'assurance maladie [CRAM], caisse générale de la sécurité sociale [CGSS].Ce ne sont pas à proprement parler des services déconcentrés, mais des établissements publics. Cependant, le directeur général de l'ARS a les pouvoirs d'un chef de service déconcentré. |
| Région de Gendarmerie                                                                  | Ministère des Armées Ministère de l'Intérieur                                               | Service créé le 1er juillet 2005. |

## Échelon départemental
| Service | Ministère(s) de tutelle                       | Observations |
| --- | --------------------------------------------- | --- |
| Préfecture | Ministère de l'Intérieur                      | Hiérarchiquement, le préfet, représentant de l'État, est sous l'autorité du Premier ministre, mais aussi, chacun en ce qui le concerne, de chaque membre du Gouvernement. |
| Secrétariat général commun (SGC) départemental                                                                     | Ministère de l'Intérieur                      | Créé en 2020. |
| Direction départementale des territoires (DDT)                                                                     | Ministère de l'Intérieur                      | Créé le 1er janvier 2010. N'existe pas à Paris, dans les Hauts-de-Seine, la Seine-Saint-Denis et le Val-de-Marne. |
| Direction départementale des territoires et de la mer (DDTM)                                                       | Ministère de l'Intérieur                      | Créé le 1er janvier 2010, à la place de la direction départementale des territoires (DDT) dans les départements côtiers. |
| Direction départementale de la protection des populations (DDPP)                                                   | Ministère de l'Intérieur                      | Créé le 1er janvier 2010 dans les départements de plus de 400 000 habitants. |
| Direction départementale de l'emploi, du travail et des solidarités (DDETS)                                        | Ministère de l'Intérieur                      | Créé en 2021, dans les départements de plus de 400 000 habitants. |
| Direction départementale de l'emploi, du travail et des solidarités et de la protection des populations (DDETS-PP) | Ministère de l'Intérieur                      | Créé en 2021, en lieu et place de la Direction départementale de l'emploi, du travail et des solidarités (DDETS) et de la Direction départementale de la protection des populations (DDPP), dans les départements de moins de 400 000 habitants.                               |
| Direction départementale de la police nationale (DDPN)                                                             | Ministère de l'Intérieur                      | Créé en 2024, regroupant les services de la sécurité publique, du renseignement territorial, de la police aux frontières, de la police judiciaire, des soutiens et du recrutement et de la formation,.                                                                         |
| Groupement de gendarmerie départementale (GGD)                                                                     | Ministère des Armées Ministère de l'Intérieur | |
| Délégation militaire départementale (DMD)                                                                          | Ministère des Armées                          | |
| Direction départementale des Finances publiques (DDFiP)                                                            | Ministère de l'Économie et des Finances       | Créées progressivement à partir de 2009, les premières le 6 août 2009, pour remplacer les trésoreries générales et les services fiscaux. N'existe pas dans les départements comprenant le chef-lieu de région (groupe qui inclut les DOM), où elle est remplacée par la DRFiP. |
| Direction des services départementaux de l'Éducation nationale (DSDEN)                                             | Ministère de l'Éducation nationale            | Nouveau nom de l'Inspection académique depuis le 1er février 2012. Intègre les services départementaux à la jeunesse, à l'engagement et aux sports en 2021. |
| Service territorial de la protection judiciaire de la jeunesse                                                     | Ministère de la Justice                       | Chaque service territorial couvre, suivant les lieux, un seul ou plusieurs départements. |
| Services pénitentiaires d'insertion et de probation                                                                | Ministère de la Justice                       | Chaque service couvre, suivant les lieux, un seul département ou plusieurs départements. |
| Unités territoriales (UT)                                                                                          |                                               | DREAL, DRAC. |

Depuis le 1er janvier 2015, avec la création de la métropole de Lyon, collectivité territoriale à statut particulier indépendante du Rhône, les services déconcentrés de l’État du Rhône restent compétents à la fois pour le département et la métropole.

## Services déconcentrés pour des territoires particuliers

### Île-de-France

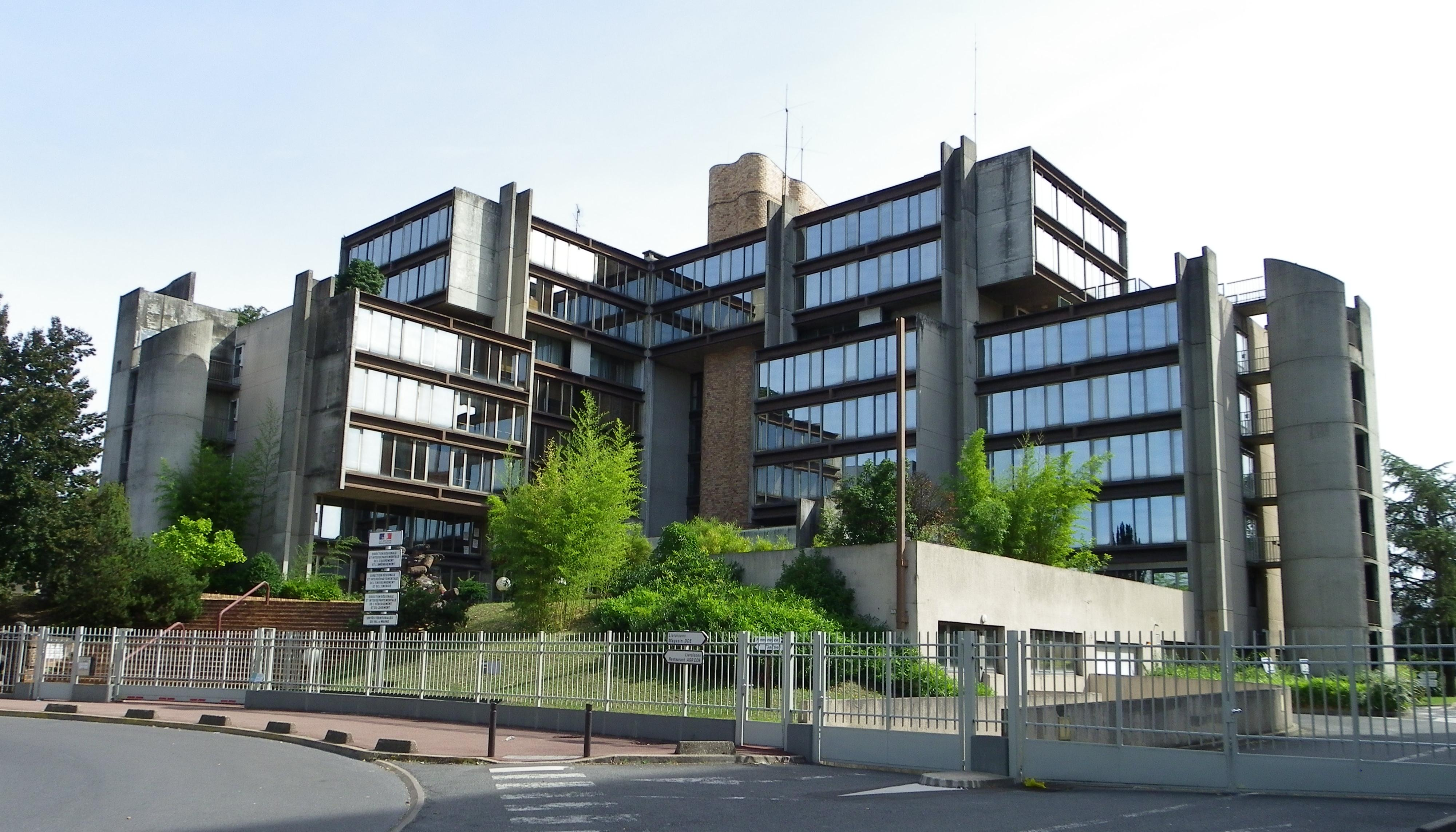
Bâtiment des unités départementales (UD) de la DRIEAT et de la DRIHL du Val-de-Marne à Créteil (12-14, rue des Archives).

- Direction régionale et interdépartementale de l'hébergement et du logement (DRIHL).
- Direction régionale et interdépartementale de l'alimentation, de l'agriculture et de la forêt (DRIAAF).
- Direction régionale et interdépartementale de l'Environnement, de l'Aménagement et des Transports (DRIEAT)[12].
- Direction de la police aux frontières des aérodromes parisiens[2].
- Direction zonale du recrutement et de la formation de la police nationale[2].

### Collectivités d'outre-mer et Nouvelle-Calédonie
Les DOM, Saint-Martin et Saint-Barthélemy ont des services déconcentrés proches de ceux de l'hexagone et indiqués dans les tableaux ci-dessus. Toutefois, Mayotte garde des services proches de ceux des collectivités d'outre-mer.
- Pour l'Éducation nationale, il existe des vice-rectorats à Mayotte, dans les îles Wallis-et-Futuna, en Polynésie française et en Nouvelle-Calédonie.
- À Mayotte, les collectivités d'outre-mer et la Nouvelle-Calédonie ont une direction locale des Finances publiques.
- À Saint-Pierre-et-Miquelon, il existe les services déconcentrés suivants : 
  - la direction des Territoires, de l'Alimentation et de la Mer (DTAM);
  - la direction de la Cohésion sociale, du Travail, de l'Emploi et de la Population (DCSTEP) ;
  - l'administration territoriale de Santé (ATS) ;
  - un service de l'éducation rattaché à l'académie de Caen.

Les collectivités d'outre-mer disposent localement d'un service de l'aviation civile, rattaché à la DGAC. Compte tenu de l'autonomie de la collectivité dans de larges domaines, les politiques de l'État correspondantes sont souvent exercées par des chargés de mission auprès du haut-commissaire ou de l'administrateur supérieur.